# Enicospilus equatus
Enicospilus equatus là một loài tò vò trong họ Ichneumonidae.